# Terre de blues
Le festival de Marie-Galante, Terre de blues est un festival de musique français créé en 2000 à Marie-Galante, en Guadeloupe nommé à l'origine Créole Blues. En 2013 il accueillait 13 000 festivaliers.

## Histoire
En 2000, Harry Selbonne, alors président de la Communauté de communes de Marie-Galante, et Camille Pélage, Directeur de l'Office du tourisme de Marie-Galante, décident de monter un festival. Ils font appel à Pierre-Edouard Decimus, fondateur de Kassav’, et Eddy Compper, qui acceptent de mettre leur savoir-faire au service de ce projet ambitieux,. 
D'abord nommé « Créole Blues », il devient le Festival de Marie-Galante, « Terre de Blues » en 2005, lors de sa sixième édition; les organisateurs souhaitant ancrer le festival dans l'île de Marie-Galante afin d'en valoriser les atouts.  
En 2016, la Région Guadeloupe affirme sa volonté de soutenir le festival et rejoint la Communauté de communes de Marie-Galante en qualité d'organisateur. La 17e édition est une organisation Région Guadeloupe et Communauté de communes de Marie-Galante .  
Le comité d'organisation, la Région Guadeloupe, la communauté de communes de Marie-Galante, toujours en partenariat avec l'Office du tourisme de Marie-Galante, ont conservé l'idée première, consistant à lier les trois Saint-Louis : Saint Louis, célèbre fief du blues aux États-Unis dans les années 1930, Saint Louis du Sénégal, symbole d'une ascendance africaine, et Saint Louis de Marie-Galante, créole, se retrouvent autour de la musique qui naît de cette traversée. 
Calé sur les dates calendaires de la pentecôte, le Festival de Marie-Galante reçoit chaque année des artistes qui par leur musique font vivre ce lien. 
On peut y voir au moins un artiste blues américain, un artiste d'Afrique, un artiste de Marie-Galante, un de Guadeloupe, un de Martinique, un de la Jamaïque, un de la Caraïbe. 
La promotion du territoire et du patrimoine de Marie-Galante demeure un axe primordial pour les organisateurs; en 2016, les concerts gratuits du lundi de pentecôte sont programmés dans les trois communes de l'île. Le Dr Maryse Etzol, Présidente de la Communauté de Communes de Marie-Galante, confie la direction de cette édition à Camille Pélage  ,.  
En 2018, le festival annonce l'organisation de ses premiers Tremplin-Talents à l'initiative du nouveau directeur Ciryl COUDOUX.   
Depuis 2020, en raison de la pandémie de covid-19, le festival n'a pas lieu.

## Budget
En 2019, pour la vingtième édition, il est de 900 000€.

## Éditions

### Années 2000
- 1re édition : du 9 au 12 juin 2000 avec au programme des artistes venus de Cuba, Guadeloupe, Haïti, Martinique, Sénégal, Guyane et Saint Louis du Mississippi (USA) [13]
- 2e édition : du 1er au 4 juin 2001 avec au programme, entre autres Mississippi Blues, Ralph Tamar, Tanbou Guiné, Tania Saint Val [13]
- 3e édition : du 17 au 20 mai 2002 avec au programme, entre autres Manu Dibango, Max Rippon, Mario Canonge, Keith B Brown [13]
- 4e édition : du 6 au 9 juin 2003 avec au programme, entre autres Rhoda Scott, Mahamadou Cissoko, Tradicion Habanera, Joëlle Ursull, Dédé Saint Prix, Akademiduka [13]
- 5e édition : du 25 au 31 mai 2004 avec au programme, Miriam Makeba, Camille Soprann, Dominik Coco, Pandit Sahaï, Mighty Sparrow[13]
- 6e édition : du 10 au 16 mai 2005 avec au programme, entre autres, Lokua Kanza, Eddie Palmieri, Kenny Garrett & Christian Laviso, New York Groove all stars blues [13]
- 7e édition : du 1er au 5 juin 2006 avec au programme, entre autres, Salif keita, Youth Waves Culture et Acantha [13]
- 8e édition : du 26 au 28 mai 2007 avec au programme, entre autres, Johnny Clegg, Akiyo, Women of Chicago blues, Beenie Man[14]
- 9e édition : du 8 au 12 mai 2008 avec au programme: Patrick St-Eloi, Faudel, Malika Tirolien, London Community Gospel Choir, Steel Pulse, Rico Toto, Rubby Perez, Juju Child, Mounkaraïb [15]
- 10 édition : du 27 mai au 1er juin 2009[16] avec au programme: Capleton, Richard Bona, Orquesta Broadway, Yann Négrit, Valérie Louri et Lucky Peterson[17].

### Années 2010
- 11e édition : du 21 au 24 mai 2010 avec au programme: En Vogue, Morgan Heritage, Richard Smallwood, Bélo, Ismaël Lô, Soft, Victor O, Alka Omeka, Alfredo de la Fe [15]
- 12e édition : du 10 au 13 juin 2011[18]avec au programme: Jean Michel Rotin, Keziah Jones, Anthony B, Soweto Gospel Choir, Ladell Mc Lin, Choco Orta, Émeline Michel, Madinn'K, Midnight Groovers [15]
- 13e édition : du 25 au 28 mai 2012  avec au programme: Albita, Alpha Blondy, FM Laeti, Heritage Blues Orchestra, Kwaxicolor, Lura, Richie Spice, Triple Kay, Christian Laviso feat David Murray[19].
- 14e édition : du 17 au 20 mai 2013[20],[21] accueillant 13 000 festivaliers[3], avec au programme Raúl Paz, Kassav', Damian Marley[22], Mizikopéyi Big Band, Admiral T, Nile Rodgers & Chic (groupe)[23],Omar Pène & Super Diamono, Strings et Guy Davis[1].
- 15e édition : du 6 au 9 juin 2014 avec au programme: G'Ny, Angélique Kidjo, Barrington Lévy, Flavia Coelho, Tito Puente Jr[24], James JT Taylor, Kan'Ifis, Jean Jean Roosevelt, Kenny Neal, E.sy Kennenga[25].
- 16e édition : du 22 mai au 25 mai 2015 avec au programme: Anzala, Alain Jean Marie, Mayra Andrade, Jimmy Cliff, Vasti Jackson, Seun Kuti + Egypt 80, Sister Sledge, Guy Vadeleux et O'tantik, Nostalgia, Marlow Rosado et Misié Sadik[26],[15] .
- 17e édition : du 13 au 16 mai 2016 avec au programme : Maceo Parker, Lokua Kanza, Konshens, K'Koustik, Exile One, Elle&Elles, Ceïba, le duo Michel Mado - Fanswa Ladrezeau, Kan'nida et Beres Hammond. Ce dernier étant contraint d'annuler son concert, le festival programme Bunny Wailer. Quelques jours avant son concert Bunny Wailer annule sa tournée pour raisons médicales. Finalement, c'est Israël Vibration qui se produit le dimanche 15 mai [8],[9].
- 18e édition : du 2 au 5 juin 2017 sous le parrainage posthume de Guy Tirolien.  Au programme : Ayọ, Malika Tirolien, Morgane Ji, Bobby Rush, Dissonance, Grupo Compay Segundo, Rony Théophile, Faada Freddy et Sizzla[27]. Le léwoz d'ouverture sur le parvis de la Gare maritime de Grand-Bourg avec Akiyo Ka[28].
- 19e édition : du 18 au 21 mai avec au programme : Ky-Mani Marley, Diana King, The Como Mamas, Lycinaïs Jean, Oumou Sangaré, Jocelyne Béroard, Kozeika, Mulatason, Mélissa Laveaux[10].
- 20e édition : du 7 au 10 juin 2019 avec au programme : Ms. Lauryn Hill, Tiken Jah Fakoly, Jacques Schwarz-Bart, Big Daddy Wilson, Malavoi & Ralph Thamar, Tarrus Riley, Akiyo Mizik, Majò o Ka, Evaïana, Mas Ka Klé et Tanmpo Klassik Live [29]

### Années 2020
- 21e édition[30] : du 26 au 29 mai 2023 avec au programme : Célia Wa, Orquesta Broadway (en), Générations Zouk, Odla, Donald Ray Johnson, Yémi Alade, Julian Marley and The Uprising, Florence Naprix, Aswad, Youssou N'Dour, Indestw As-Ka Dans, La Perfecta, Les Aiglons
- 22e édition : du 17 au 20 mai 2024 avec au programme : Loic Emboulé, Maurane Voyer, Fanny J, Kan'Nida Lewoz, Tessiva, Keith "The Captain" Gamble, Julia Sarr, Koffee, Zouk All Stars (Frédéric Caracas), Tabou Combo, Kool And The Gang, Zouk Orchestra, Dominik Coco & Jean-Michel Rotin.

## Les lieux
Le festival se déroule sur deux scènes: celle de l'Habitation Murat, haut lieu du patrimoine historique de Marie-Galante, et sur la scène du « Village artisanal Caraïbes », sur le port de la ville de Grand-Bourg.

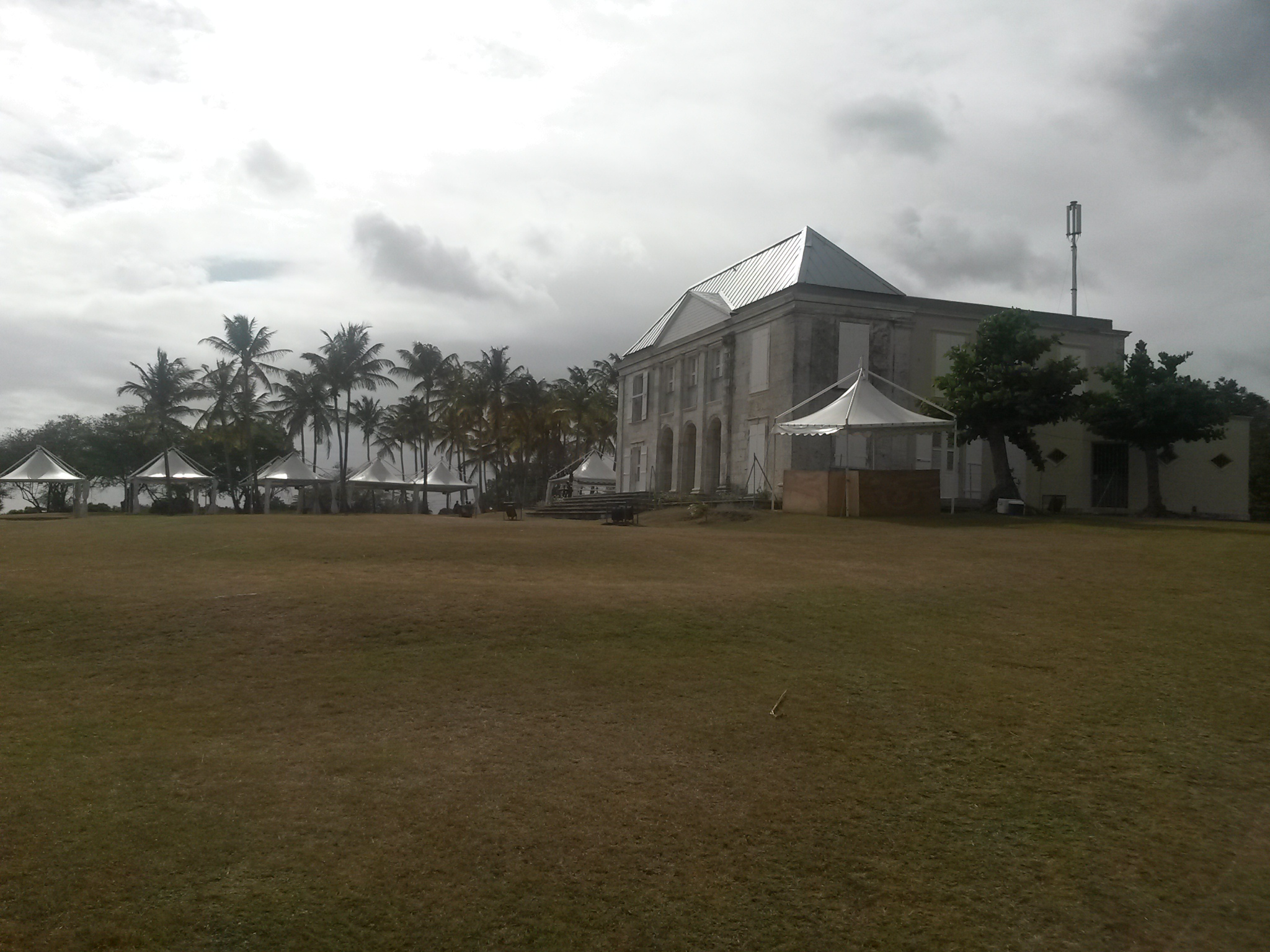
L'Habitation Murat pendant Terre de Blues avant l'arrivée des festivaliers
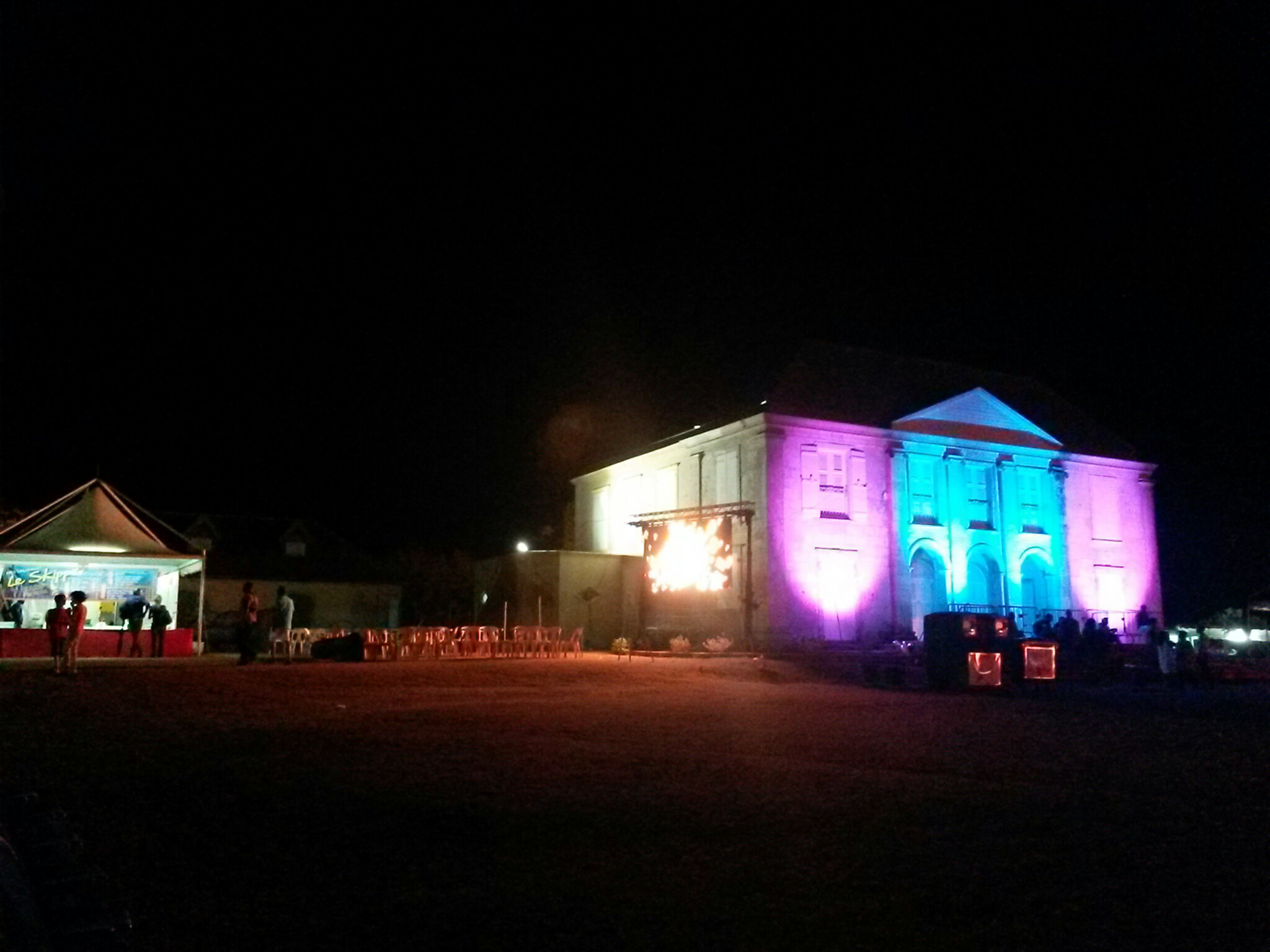
Habitation Murat illuminée pour Terre de Blues 2014
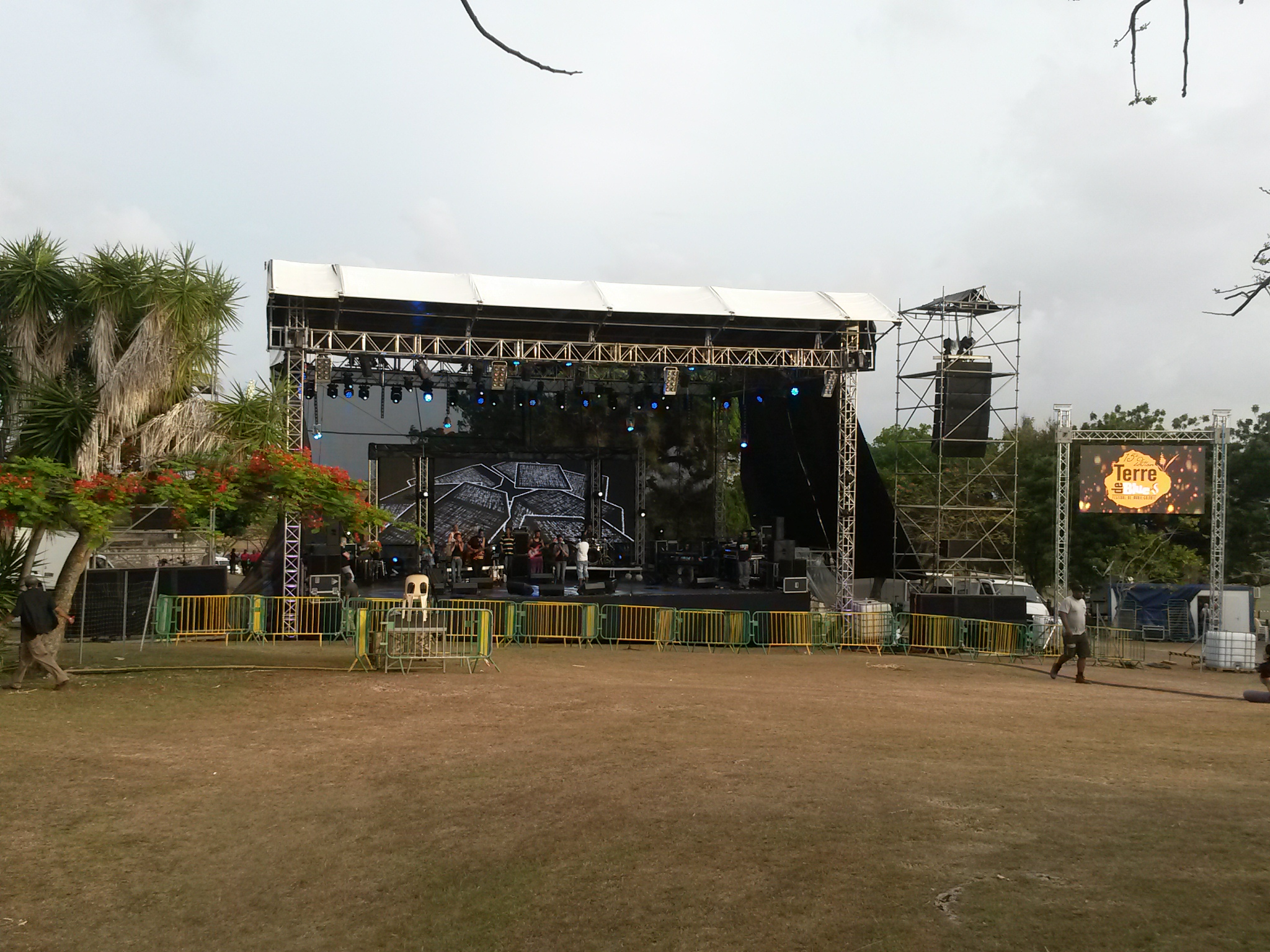
Vue de la scène du festival IN
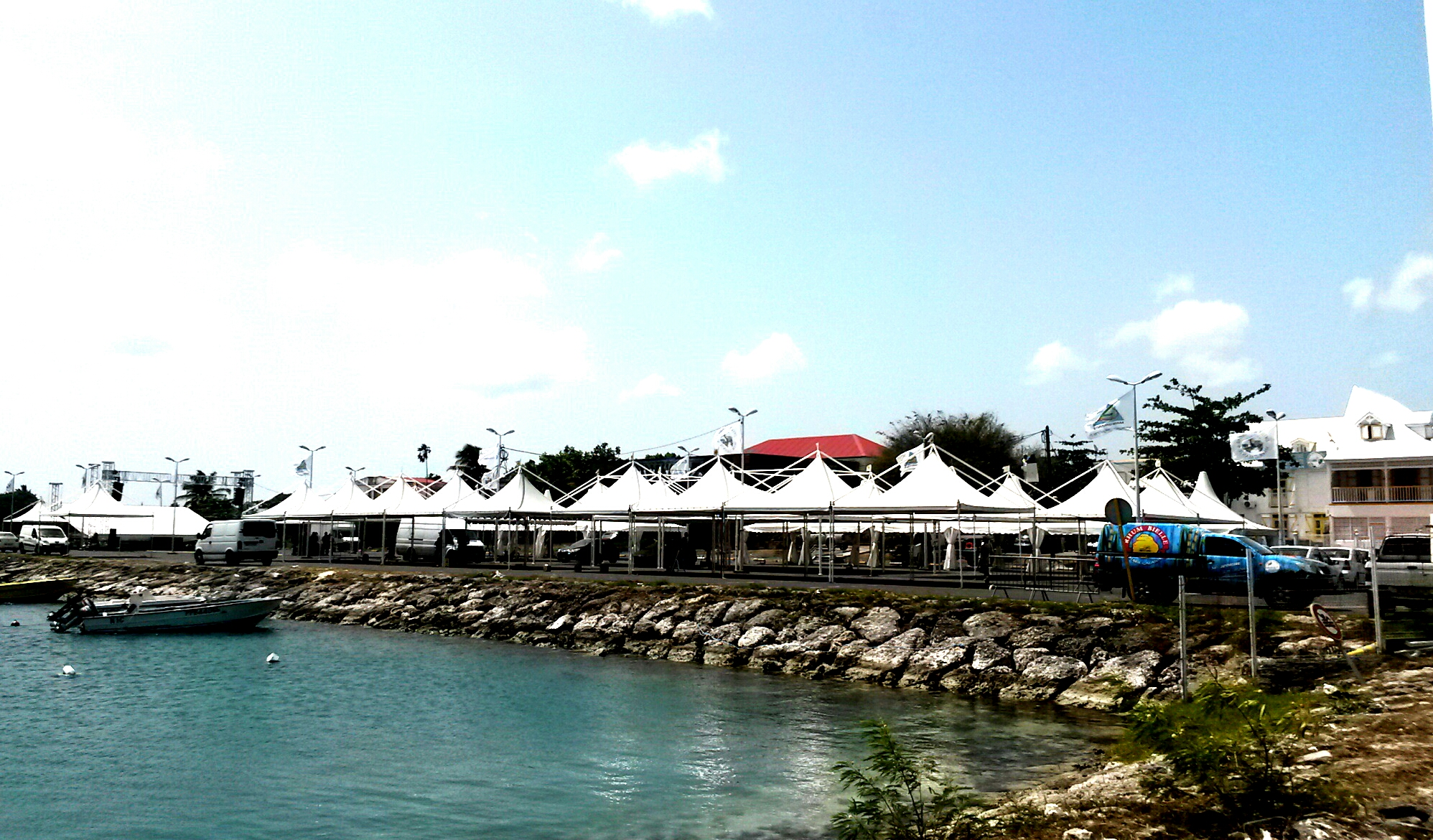
Vue du Village Caraïbes avant l'installation des artisans
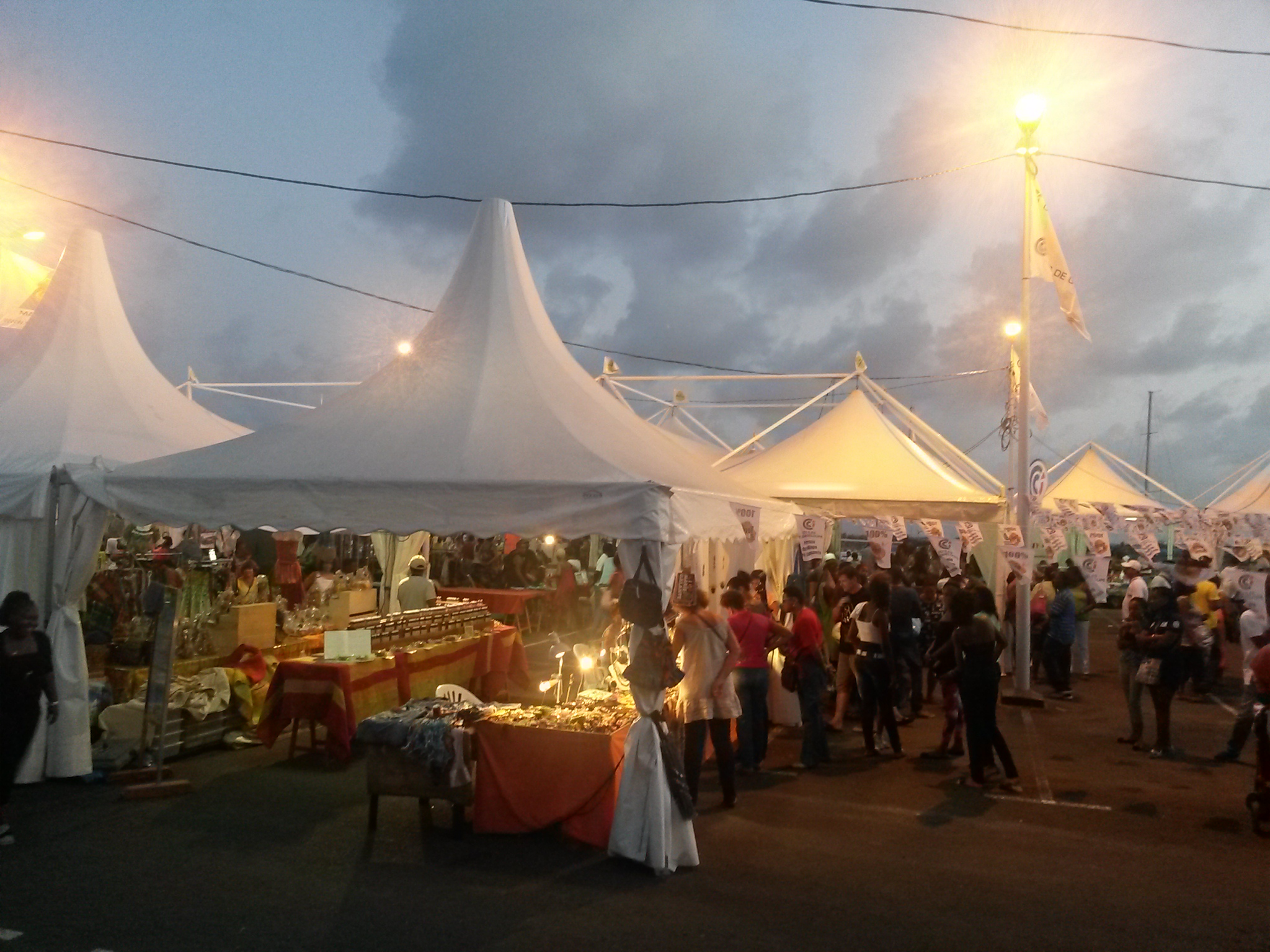
Le village artisanal de Terre de Blues face à la scène du festival Off